# Федеральный парламент Сомали
Федеральный парламент Сомали (сомал. Golaha Shacabka Soomaaliya, иногда Baarlamaanka Federaalka Soomaaliya; араб. البرلمان الاتحادي في الصومال‎) — двухпалатный национальный парламент Сомали, созданный в августе 2012 года. Находится в Могадишо. Состоит из верхней палаты (Сената) и нижней палаты (Народной палаты). 
27 декабря 2016 года 10-й парламент Сомали начал свою работу. Поскольку конституционный мандат парламентариев истёк 27 декабря 2020 года, в Сомали теперь нет законного представительного федерального парламента.

## Предыстория
В стране в 1960–1969 годах существовало однопалатное Национальное Собрание. После военного переворота, прихода к власти режима Мохамеда Сиада Барре и установления однопартийной системы в стране существовал однопалатный парламент (Народная Палата), который перестал функционировать с началом гражданской войны в 1988 году.

## Учреждение
В рамках официальной «Дорожной карты завершения переходного периода», политического процесса, разработанного бывшим премьер-министром Абдивели Мохамедом Али, который обеспечивает чёткие ориентиры, ведущие к созданию постоянных демократических институтов в Сомали к концу августа 2012 года, члены Переходного федерального правительства (ПФП) и другие административные должностные лица в феврале 2012 года встретились в Гароуэ, чтобы обсудить меры после перехода. После обширных обсуждений с участием региональных субъектов и международных наблюдателей конференция завершилась подписанием соглашения между президентом ПФП Шарифом Шейхом Ахмедом, премьер-министром Али, спикером парламента Шарифом Хасаном Шейхом Аданом, президентом Пунтленда Абдирахманом Мохамедом Фароле, президентом Галмудуга Мохамедом Ахмедом Алиyом и представителем Ахлю ас-Сунна ва-ль-Джамаа Халифом Абдулкадиром Нуром. Соглашение предполагало, что будет сформирован новый двухпалатный парламент из 225 депутатов, состоящий из верхней палаты, вмещающей 54 сенатора, а также нижней палаты. 30 % Национального учредительного собрания (НУС) предназначено для женщин. Президент назначается путём конституционных выборов, а премьер-министр избирается президентом, который затем назначает Совет министров.
23 июня 2012 года ПФП и региональные лидеры одобрили проект конституции после нескольких дней обсуждения. Национальное учредительное собрание, которое состоит из 30 старейшин, выбранных из каждого из четырёх основных сомалийских кланов страны (Дарод, Дир, Хавийе, Раханвейн) и 15 из коалиции групп меньшинств, основанной на формуле разделения власти 4.5, подавляющим большинством приняло 1 августа 2012 года новую конституцию. 96 % из 645 присутствующих делегатов проголосовали за, 2 % против и 2 % воздержались. Для вступления в силу конституция должна быть ратифицирована новым парламентом. 

### Комитет по техническому отбору

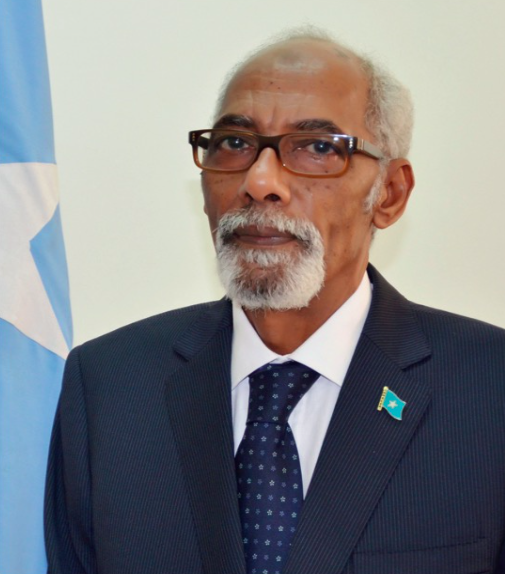
Спикер Федерального парламента Мохамед Осман Джавари

18 августа 2012 года был обнародован список из 202 новых парламентариев, при этом 20 августа в конечном итоге к присяге были приведены 215 депутатов. Еще 15 назначенных законодателей были утверждены Техническим отборочным комитетом (ТОК) — независимым органом, официально уполномоченным проверять кандидатов. Однако проверка их документов перед присягой в парламенте все ещё не была завершена.
Остальные кандидаты, представленные старейшинами Национального учредительного собрания для ТОК, были отклонены из-за несоответствия конкретным критериям, согласованным заинтересованными сторонами, которые участвовали в более ранних соглашениях, включая соглашения о принципах Галькайо и Гароуэ. Минимальные критерии отбора требовали, чтобы потенциальные депутаты были сомалийскими гражданами, обладающими «здравым умом», имели как минимум диплом об окончании средней школы,  чтобы быть способными выполнять парламентские обязанности и не иметь, например, сообщений о связях с полевыми командирами, повстанцами вооружённых групп.  ТОК также основывал свою процедуру отбора на подробной справочной информации о кандидатах в депутаты, которая была получена от Организации Объединённых Наций (ООН) и Африканского союза. 

### Инаугурация
Инаугурационная сессия парламента состоялась 20 августа 2012 года в аэропорту Могадишо, поскольку в главном здании парламента проводился ремонт. Уходящий президент, премьер-министр и спикер парламента — все присутствовали на церемонии в столице, которая стала свидетелем приведения к присяге большинства депутатов и избрания нового временного спикера.

### 10-й парламент (2016)
27 декабря 2016 года 10-й парламент Сомали приступил к работе.
В заявлении в Совете Безопасности ООН Майкл Китинг, Специальный представитель и глава Миссии Организации Объединённых Наций по содействию Сомали (МООНСОМ), отметил, что появилась Верхняя палата парламента, состоящая из 54 членов, выбранных на основе федерального закона, а не на основе клановой системе; электорат увеличился со 135 мужчин старшего возраста в 2012 году до более чем 13 000 человек, 30 % из которых составляли женщины; голосование проходило в 6 местах по всей стране, что отражает появление государственных структур.

## Спикер парламента
20 августа 2012 года бывший генерал Сомалийской национальной армии Мусе Хасан Шейх Сайид Абдулле был назначен временным спикером и исполняющим обязанности президента. Голосование за нового спикера парламента состоялось 28 августа 2012 года, и бывший министр транспорта и министр труда и спорта Мохамед Осман Джавари был избран уже постоянным спикером. Джейлани Нур Икар и Махад Абдалле Авад являются его первым заместителем спикера и вторым заместителем спикера соответственно. 

## Обязанности
Федеральный парламент Сомали представляет собой законодательную ветвь правительства, а федеральное правительство Сомали представляет исполнительную ветвь власти.
Парламент избирает президента, спикера парламента и заместителей спикера. Он также имеет право принимать законы и налагать вето на них. 
Кроме того, перед национальным парламентом возложена задача определить окончательное количество и границы автономных региональных государств (официально федеральные государства-члены) в Федеративной Республике Сомали.
2 апреля 2014 года парламентский комитет внутренних дел и безопасности объявил, что вскоре он создаст комитет для наблюдения за процессом федерализма в провинциях, составляющих Сомали. 

## Состав
Федеральный парламент состоит из верхней и нижней палаты. В нём много специалистов и выпускников вузов. По крайней мере 30 % мест по закону зарезервированы для женщин, квота закреплена за парламентским консультантом Сомали Ходан Ахмед и женщинами-политическими лидерами. Ахмед также помогла сформировать Сомалийскую парламентскую ассоциацию женщин в 2009 году в предыдущем переходном федеральном парламенте. 
Официальный список членов федерального парламента был впервые опубликован 17 августа 2012 года канцелярией сомалийского парламента.

### Сенат
Сенат, или верхняя палата, был избран во время парламентских выборов в Сомали, состоявшихся в 2016 году. В него входят 54 сенатора. 

### Народная палата
Ожидается, что в Палату народа или нижнюю палату в конечном итоге войдут 275 депутатов. 

### Молодёжный парламент
В декабре 2014 года был создан первый молодёжный парламент Сомали. Он включает в себя 275 молодых людей в возрасте от 16 до 30 лет, которые были отобраны из местных университетов. Членам парламента поручено возглавить национальные инициативы в области развития. 

## Комитеты
Федеральный парламент имеет ряд комитетов, которым поручено выполнять свои обязанности. В их число входят: 
- Комитет по надзору, обзору и осуществлению
- Комитет по правилам процедуры, этике, дисциплине и иммунитету
- Комитет по судебной власти, религиозным объектам и делам религий
- Комитет по внутренним делам, региональной администрации и безопасности
- Комитет по установлению истины, примирению и реституции
- Комитет по бюджету, финансам, планированию, международному сотрудничеству и финансовому надзору за государственными учреждениями
- Комитет по иностранным делам
- Комитет обороны
- Комитет по правам человека, женщинам и гуманитарным вопросам
- Комитет по развитию социальных услуг
- Национальный ресурсный комитет
- Комитет по информации и СМИ, общественной осведомленности, культуре, почте и телекоммуникациях
- Комитет дорог, портов, аэропортов, энергетики и транспорта
- Комитет по экономике, торговле и промышленности

В марте 2015 года Федеральный кабинет министров согласился создать новую комиссию, которой будет поручено следить за национализацией и интеграцией сил безопасности в стране.

## Список парламентов
- 1-й парламент Сомали (1956—1959) — партия большинства: Сомалийская молодёжная лига
- 2-й парламент Сомали (1959—1964) — партия большинства: Сомалийская молодёжная лига
- 3-й парламент Сомали (1964—1969) —партия большинства: Сомалийская молодёжная лига
- 4-й парламент Сомали (1969—1970) —партия большинства: Высший революционный совет
- 5-й парламент Сомали (1980—1986) — партия большинства: Высший революционный совет
- 6-й парламент Сомали (1986—1991) — партия большинства: Высший революционный совет
- 7-й парламент Сомали (2000—2003) — партия большинства: нет
- 8-й парламент Сомали (2004—2012) — партия большинства: нет
- 9-й парламент Сомали (2012—2016) — партия большинства: нет
- 10-й парламент Сомали (2016—2020) — партия большинства: нет

## Система голосования
Статья 47 Временной Конституции Федеративной Республики Сомали гласит, что «правила, касающиеся [...] выборов на уровне федерального правительства [...], должны быть определены в специальных законах, принимаемых Народной палатой Федерального парламента Сомали». 

## Длительность
По данным Управления парламента Сомали, действующие законодатели должны работать с 2016 по 2020 годы. Срок полномочий парламента истёк 27 декабря 2020 года, дата выборов ещё не объявлена. 

## Членство
Федеральный парламент Сомали является членом Межпарламентского союза, международной организации парламентов.